# Merce in conto deposito
La merce in conto deposito (in inglese: consignment stock) è una tecnica di gestione delle scorte da parte del fornitore utilizzata soprattutto in una rete di vendita internazionale.
Con questa tecnica il fornitore invia la merce presso il deposito del cliente (o presso un magazzino di un terzo ma con piena disponibilità da parte del cliente). Essa rimane comunque di proprietà del fornitore finché questa non viene prelevata dal cliente. È un tipo di contratto definito come contratto di fornitura con effetti reali differiti.
Le fasi del conto deposito sono:
1. La merce si trova in conto deposito presso il magazzino del cliente
2. Il cliente preleva il quantitativo di merce necessario secondo le sue esigenze (solo in questo momento e solo per il quantitativo prelevato, la merce passa effettivamente di proprietà dal fornitore al cliente).
3. Il fornitore riceve dai clienti i dati relativi ai prelievi effettuati e dunque alla merce che è passata di proprietà.
4. Il fornitore, in base ai dati ricevuti, si occupa di reintegrare le scorte nel magazzino del cliente e così si ritorna al punto 1.

I vantaggi per il cliente sono di avere minori costi di gestione e di immobilizzo finanziario (le scorte non sono di sua proprietà finché non le preleva) e di avere un lead-time di rifornimento annullato (la merce è sempre presente).
Per il fornitore è vantaggioso perché ha bisogno di minor spazio per le scorte (sono difatti immagazzinate dai clienti), ha maggiori informazioni sullo stato effettivo delle vendite (diminuzione così dell'effetto Forrester) ed ha la sicurezza di un ordine a lungo termine. 
Lo svantaggio per il cliente è che per implementare questo tipo di rapporto, generalmente è necessario stipulare ordini di esclusiva con un fornitore per un arco temporale di 2-3 anni. Inoltre si rende necessario l'utilizzo di sistemi telematici per il tempestivo trasferimento delle informazioni.